# Соловйов Олександр Сергійович
Олександр Сергійович Соловйо́в (рос. Александр Сергеевич Соловьёв; нар. 7 березня 1887, с. Івановське  Звенигородського повіту Московської губернії — 1973, Дніпропетровськ) — український радянський композитор, диригент, педагог.

## Біографія
Народився 7 березня 1887 року в селі Івановському (тепер Московська область, Росія) в родині народного учителя. 1907 року закінчив синодальне училище церковного співу в Москві. У 1907—1912 роках — викладач музики і керівник хору Чернігівської духовної семінарії (серед учнів були Павло Тичина та Григорій Верьовка), керівник українського хору літературно-драматичного товариства (голова Михайло Коцюбинський). З 1912 року — викладач співів у школі сліпих у Харкові, у 1915—1918 роках — у Полтавському музичному училищі, у 1919—1958 роках (з перервою) — у Дніпропетровську. Автор спогадів про історика Дмитра Яворницького. Допомагав останньому в розшифруванні народних пісень. Член Спілки композиторів України.
Помер у Дніпропетровську 1973 року.

## Твори
- для голосу з фортепіано — цикли на вірші В. Совюри (1947);
- «Дванадцять місяців» на слова Н. Забіли (1951);
- хори — цикли на слова В. Сосюри (1930), О. Пушкіна (1935), М. Рильського та М. Ісаковського (1957).